# Drapeau du Yémen
Le drapeau du Yémen est le drapeau national et le pavillon national de la République du Yémen. Il est adopté en mai 1990 quand les deux Yémen se sont réunis pour former un seul et unique pays. Les trois couleurs du drapeau sont les couleurs panarabes, déjà présentes sur les drapeaux du Sud et du Nord Yémen comme sur de nombreux autres pays de la région. 
Selon les sources officielles, le rouge symbolise le sang des martyrs et l'unité ; le blanc, un avenir radieux et le noir, les heures sombres du passé.

## Drapeau actuel (Réunification des deux Yémen)
Le 22 mai 1990, la République arabe du Yémen (Yémen du Nord) et la République démocratique populaire du Yémen (Yémen du Sud) ont fusionné pour former un seul État, la République du Yémen.

## Historique

### Yémen du Nord

#### Royaume du Yémen1918-1962
La partie septentrionale du Yémen fut soumise nominalement à l'Empire ottoman jusqu'en 1918, date à laquelle elle devient indépendante. 
Le drapeau aurait été utilisé depuis 1927. Les cinq étoiles représentent les cinq piliers de l'Islam et les cinq prières de la journée. Le sabre, emblème fréquente utilisée par les arabes, et le rouge peuvent être également comprises comme symbole de la lutte pour l'indépendance du pays et le sang versé pour cela.
La monarchie (imamat) y fut abolie le 27 septembre 1962, date à laquelle le pays prit le nom de République arabe du Yémen (Yémen du Nord). Ce coup d'État marque le début de la guerre civile qui oppose les nationalistes arabes soutenus par la République arabe unie (actuelle Égypte) et les royalistes d'al-Badr soutenus par l'Arabie saoudite et la Jordanie. Les royalistes continueront à utiliser le drapeau du royaume. Le conflit s'achève en 1967 après l'intervention militaire des forces égyptiennes, et avec lui s'éteint aussi l'utilisation du drapeau du royaume. 

#### République arabe du Yémen(1962-1990)
Avec la République arabe unie de l'Égypte et de la Syrie formée en 1958, Le Yémen participa à une confédération appelée les États arabes unis, dissoute en 1961 sans avoir rempli son rôle de précurseur du panarabisme. Cette confédération ne possédait pas de drapeau propre, mais en son honneur, le Yémen prit le drapeau de la République arabe unie en en retirant une des deux étoiles (chaque État étant ainsi représenté par une étoile). 
Ce drapeau fut officiellement utilisé en novembre 1962.

Drapeau du Royaume mutawakkilite du Yémen (1918-1923)
Drapeau du Royaume mutawakkilite du Yémen (1923-1927)
Drapeau du Royaume mutawakkilite du Yémen (1927-1962)
(2:3) Drapeau de la République arabe du Yémen (1962)
(2:3) Drapeau de la République arabe du Yémen (1962-1990)

### Yémen du Sud

#### Colonie d'Aden1937-1963
Initialement, seuls des arrangements informels avaient été conclus avec neuf tribus avoisinant le port d'Aden, colonie britannique et port important dépendant sur le plan colonial de l'Empire des Indes britanniques. Ce type d'arrangements existaient depuis 1874 avec l'accord tacite de l'Empire ottoman, qui maintint sa suzeraineté sur le Yémen au Nord. En commençant par un traité formel de protection avec le Sultanat Mahri de Qishn et Socotra en 1886, le Royaume-Uni s'attela à une lente formalisation des arrangements de protection qui inclurent plus de 30 principaux traités de protection, le dernier n'ayant été signé qu'en 1954. Ces traités, de même qu'un certain nombre d'accords mineurs, fondèrent le Protectorat d'Aden, qui s'étendait très à l'Est d'Aden, dans le Hadramaout, à l'exception d'Aden même, qui constitua la colonie d'Aden, puis l'établissement d'Aden, et enfin l'État d'Aden en 1963. En échange de la protection britannique, les dirigeants des composantes territoriales s'engageaient à ne pas conclure d'accords avec une quelconque autre puissance étrangère, ni à lui céder une portion de territoire.

#### Protectorat d'Aden(britanniques) 1962-1967
Les 24 sultanats du Sud formaient deux protectorats britanniques, le protectorat oriental et le protectorat occidental, appelés dans leur ensemble Protectorat d'Aden. 
Une fédération de mini-États "protégés" sous contrôle britannique, fondée le 11 février 1959 à partir de territoires du Protectorat d'Aden, la Fédération des émirats arabes du Sud(arabe: اتحاد إمارات الجنوب العربي) comptait au départ six États membres parmi les 24, dont 2 émirats, 3 sultanats et 1 sheikhat, joints par trois autres en 1959-1960, et par deux nouveaux en 1962. Le 4 avril 1962, la Fédération d'Arabie du Sud lui succéda. Il s'agissait de la même entité qui n'avait fait que changer de nom, le drapeau étant d'ailleurs resté identique. 
De 1963 à 1965, l'État d'Aden et plusieurs autres territoires des anciens protectorats rejoignirent la fédération, le reste prenant la dénomination de Protectorat d'Arabie du Sud et tentant à un moment de créer une fédération distincte, l'État du Hadramaout, qui se serait ensuite fédérée avec l'Arabie saoudite, celle-ci souhaitant se doter d'une fenêtre sur l'Océan Indien. 

#### République démocratique populaire du Yémen(1967-1990)
Le Yémen du Sud correspond à l'ancien hinterland britannique, formé progressivement à partir de 1839 autour du port d'Aden. Après le départ des troupes britanniques, la Fédération d'Arabie du Sud et le Protectorat d'Arabie du Sud se regroupèrent le 30 novembre 1967 pour former un nouvel État indépendant, la République populaire du Yémen du Sud. Trois ans plus tard, celle-ci adopta le nom de République démocratique populaire du Yémen.
La République démocratique populaire du Yémen dans le Sud utilisait un drapeau aux couleurs panarabes rouge, blanc et noir, auquel était ajouté triangle bleu ciel à la hampe, avec une étoile rouge, symboles du parti socialiste yéménite. La conception globale du drapeau a été visiblement influencée par le drapeau de Cuba, suivant la révolution castriste de 1953.[réf. nécessaire]

Drapeau de la Colonie d'Aden (1937-1963)
(2:3)Drapeau de la Fédération d'Arabie du Sud (1962-1967)
(2:3) Drapeau de la République démocratique populaire du Yémen (1967-1990)
Drapeau présidentiel de la République démocratique populaire du Yémen (1967–1990)